# سلاه (واشینگتن)
سلاه (به انگلیسی: Selah) شهری در شهرستان یاکیما ایالت واشنگتن است که در سرشماری سال ۲۰۱۰ میلادی، ۷۱۴۷ نفر جمعیت داشته است.